# Грігоре Грігоріу
Грігоре Петру Грігоріу (рум. Grigore Petru Grigoriu нар. 4 квітня 1941 року, Каушани, Бендерський повіт, Молдавська РСР, СРСР — пом. 20 грудня 2003 року, Паланка, Молдова) — радянський і молдавський актор, Заслужений артист Молдавської РСР.

## Біографія

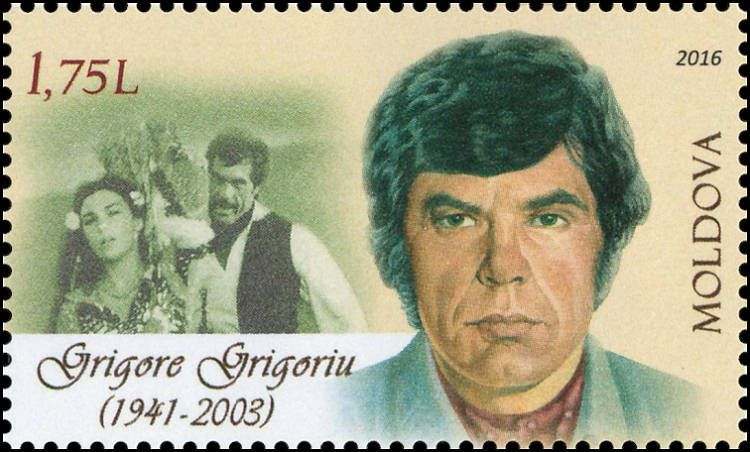
Г. Грігоріу на поштовій марці Молдови. 2016 р

У шкільні роки Грігоре Грігоріу пробував грати ролі в театрі, займався спортом, зокрема, боксом.
У 1959 році брав участь в конкурсі республіканського драматичного театру в Бєльцях .
Після закінчення школи деякий час працював вантажником на залізниці.
Грігоре Грігоріу почав свою творчу діяльність в драматичному театрі в Бєльцях, де пропрацював 6 років (1959—1965 рр.).
Наступні 5 років працював в телетеатрі «Діалог», з 1970 року — в республіканському театрі юного глядача «Лучаферул».
Першу роль в кіно зіграв в 1966 році — Савву Мілчу у фільмі Еміля Лотяну «Червоні поляни».
Грігоре Грігоріу знімався в Росії, Румунії, Німеччині, Азербайджані та Україні, виконав понад сімдесят ролей в кіно і театрі. Найбільш відома його роль — Лойко Зобара у фільмі «Табір іде в небо».
Грігоре Грігоріу трагічно загинув в автомобільній катастрофі 20 грудня 2003 року близько молдавського села Паланка . Актор похований на Центральному (Вірменському) кладовищі в Кишиневі.

## Фільмографія
- 1966 — Червоні поляни — Савва Мілчу
- 1966 — Гіркі зерна — Андрій Войновяну
- 1967 — Маріанна — «Тополя»
- 1967 — Сергій Лазо
- 1967 — Потрібен воротар — апостол
- 1968 — Анничка — Андрій
- 1968 — Брати Карамазови — епізод
- 1969 — Десять зим за одне літо — Штефан
- 1970 — Povârnişul — Марку
- 1971 — Крутизна
- 1972 — Останній гайдук
- 1972 — Офіцер запасу — Штефан Барбу
- 1972 — Лаутари — Раду Негостина
- 1973 — Земля, до запитання — Тоскано
- 1974 — Mînia — епізод
- 1976 — Табір іде в небо — Лойко Зобара
- 1976 — Порт — Петреску
- 1976 — Легенда про Тіля — монах на базарі
- 1977 — Ніч над Чилі — Мануель, архітектор
- 1978 — Омелян Пугачов («Невільники свободи», «Кров'ю омита») — Чика Зарубін
- 1978 — Мій ласкавий і ніжний звір — Поліхроній Аркадійович Калідіс
- 1978 — Я хочу вас бачити — комісар Ардатов
- 1978 — Антон-чарівник
- 1979 — Агент секретної служби — Штефан Ротар
- 1979 — Дивак — адвокат Ахмед
- 1979 — Я хочу співати — Георге
- 1980 — Де ти, любов? — Віктор
- 1980 — Овод — Чезаре Мартіні
- 1980 — Біля чортового лігва — Груя
- 1981 — На гранатових островах — Фарадж
- 1982 — Роман з Амелі
- 1983 — Знайди на щастя підкову — Дмитро
- 1983 — Срібний вік — Тудор
- 1983 — 1986 — Анна Павлова — Михайло Мордкин
- 1984 — Як стати знаменитим — епізод
- 1983 — Сніг у вересні — Заур
- 1986 — Таємний посол- Черкаський
- 1986 — Лучаферул — Кібіч
- 1989 — Удвох на межі часу
- 1989 — Марія, Мирабела в Транзисторії — Головний Тормозістор

## Премії і нагороди
- Заслужений артист Молдавської РСР
- 1995 — медаль «За цивільні заслуги»
- 2002 — Орден «Трудова слава»